# Listă de municipalități din statul Chihuahua

Statul Chihuahua în Mexic

Municipalitățile statului Chihuahua

Statul mexican Chihuahua este împărțit administrativ în 67 de municipalități (municipios):
| Codul INEGI | Municipalitate           | Reședința municipalității (cabecera municipal) |
| ----------- | ------------------------ | ---------------------------------------------- |
| 001         | Ahumada                  | Miguel Ahumada                                 |
| 002         | Aldama                   | Juan Aldama                                    |
| 003         | Allende                  | Valle de Ignacio Allende                       |
| 004         | Aquiles Serdán           | Santa Eulalia                                  |
| 005         | Ascensión                | Ascensión                                      |
| 006         | Bachiniva                | Bachiniva                                      |
| 007         | Balleza                  | Mariano Balleza                                |
| 008         | Batopilas                | Batopilas                                      |
| 009         | Bocoyna                  | Bocoyna                                        |
| 010         | Buenaventura             | San Buenaventura                               |
| 011         | Camargo                  | Santa Rosalía de Camargo                       |
| 012         | Carichi                  | Carichi                                        |
| 013         | Casas Grandes            | Casas Grandes                                  |
| 014         | Coronado                 | José Esteban Coronado                          |
| 015         | Coyame del Sotol         | Santiago de Coyame                             |
| 016         | La Cruz                  | La Cruz                                        |
| 017         | Cuauhtémoc               | Ciudad Cuauhtémoc                              |
| 018         | Cusihuiriachi            | Cusihuiriachi                                  |
| 019         | Chihuahua                | Chihuahua                                      |
| 020         | Chínipas                 | Chínipas de Almada                             |
| 021         | Delicias                 | Delicias                                       |
| 022         | Dr. Belisario Domínguez  | San Lorenzo                                    |
| 023         | Galeana                  | Hermenegildo Galeana                           |
| 024         | Santa Isabel             | Santa Isabel                                   |
| 025         | Gómez Farías             | Valentín Gómez Farias                          |
| 026         | Gran Morelos             | San Nicolás de Carretas                        |
| 027         | Guachochi                | Guachochi                                      |
| 028         | Guadalupe                | Guadalupe                                      |
| 029         | Guadalupe y Calvo        | Guadalupe y Calvo                              |
| 030         | Guazapares               | Témoris                                        |
| 031         | Guerrero                 | Vicente Guerrero                               |
| 032         | Hidalgo del Parral       | Hidalgo del Parral                             |
| 033         | Huejotitán               | Huejotitán                                     |
| 034         | Ignacio Zaragoza         | Ignacio Zaragoza                               |
| 035         | Janos                    | Janos                                          |
| 036         | Jiménez                  | José Mariano Jiménez                           |
| 037         | Juárez                   | Ciudad Juárez                                  |
| 038         | Julimes                  | Julimes                                        |
| 039         | López                    | Villa López (Octaviano López)                  |
| 040         | Madera                   | Ciudad Madera                                  |
| 041         | Maguarichi               | Maguarichi                                     |
| 042         | Manuel Benavides         | Manuel Benavides                               |
| 043         | Matachi                  | Matachi                                        |
| 044         | Matamoros                | Mariano Matamoros                              |
| 045         | Meoqui                   | Pedro Meoqui                                   |
| 046         | Morelos                  | Morelos                                        |
| 047         | Moris                    | Moris                                          |
| 048         | Namiquipa                | Namiquipa                                      |
| 049         | Nonoava                  | Nonoava                                        |
| 050         | Nuevo Casas Grandes      | Nuevo Casas Grandes                            |
| 051         | Ocampo                   | Melchor Ocampo                                 |
| 052         | Ojinaga                  | Ojinaga                                        |
| 053         | Práxedis G. Guerrero     | Praxedis G. Guerrero                           |
| 054         | Riva Palacio             | San Andrés                                     |
| 055         | Rosales                  | Santa Cruz de Rosales                          |
| 056         | Rosario                  | Valle del Rosario                              |
| 057         | San Francisco de Borja   | San Francisco de Borja                         |
| 058         | San Francisco de Conchos | San Francisco de Conchos                       |
| 059         | San Francisco del Oro    | San Francisco del Oro                          |
| 060         | Santa Bárbara            | Santa Bárbara                                  |
| 061         | Satevo                   | San Francisco Javier de Satevo                 |
| 062         | Saucillo                 | Saucillo                                       |
| 063         | Temósachi                | Temósachi                                      |
| 064         | El Tule                  | El Tule                                        |
| 065         | Urique                   | Urique                                         |
| 066         | Uruachi                  | Uruachi                                        |
| 067         | Valle de Zaragoza        | Valle de Zaragoza                              |